# Transit de Vénus de 2012

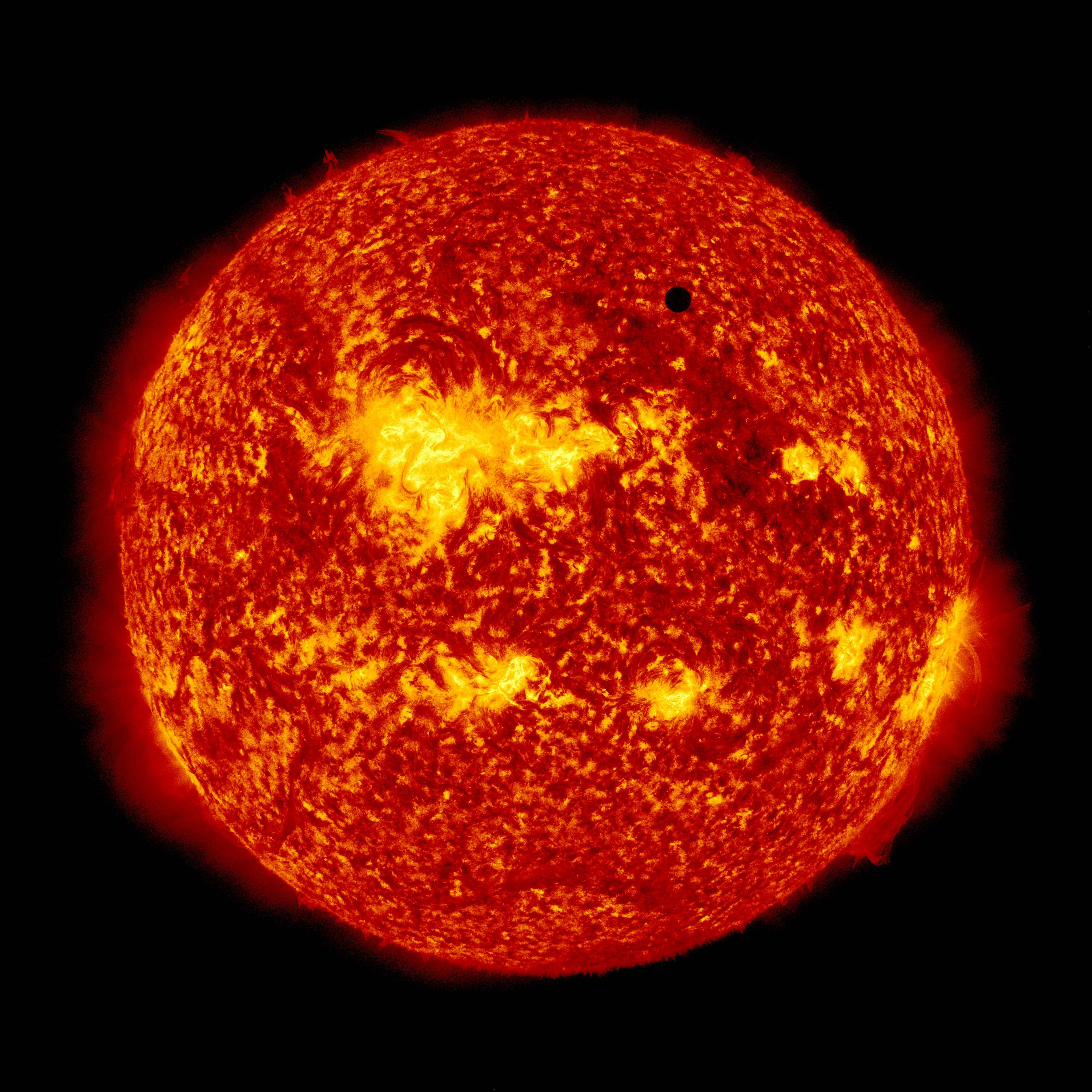
Image du transit de 2012 prise par la NASA.

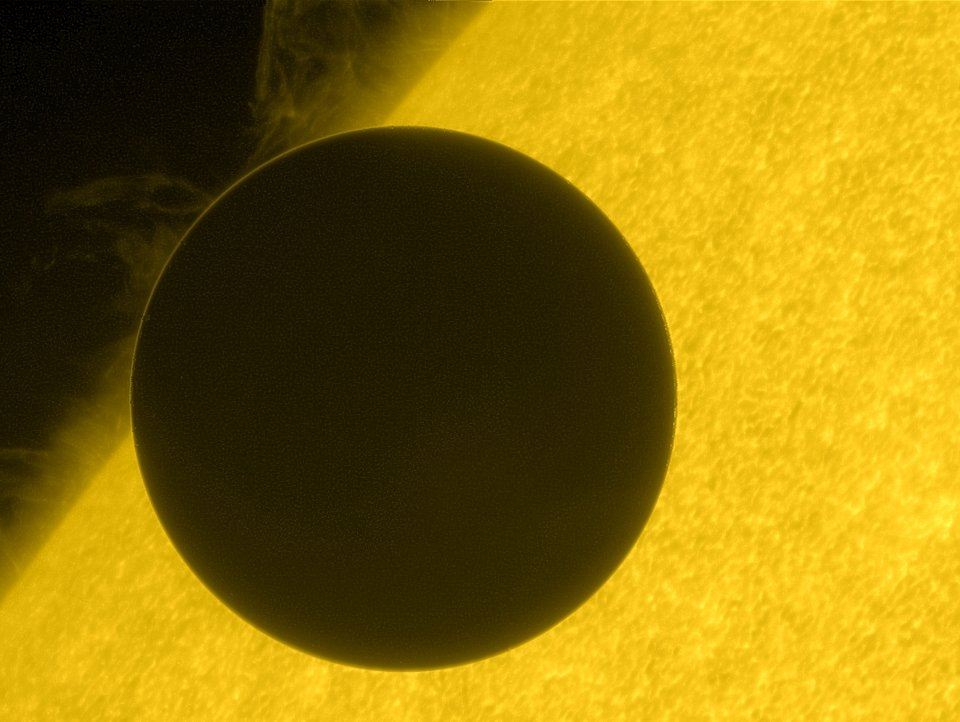
Image du transit réalisée par le satellite Hinode.

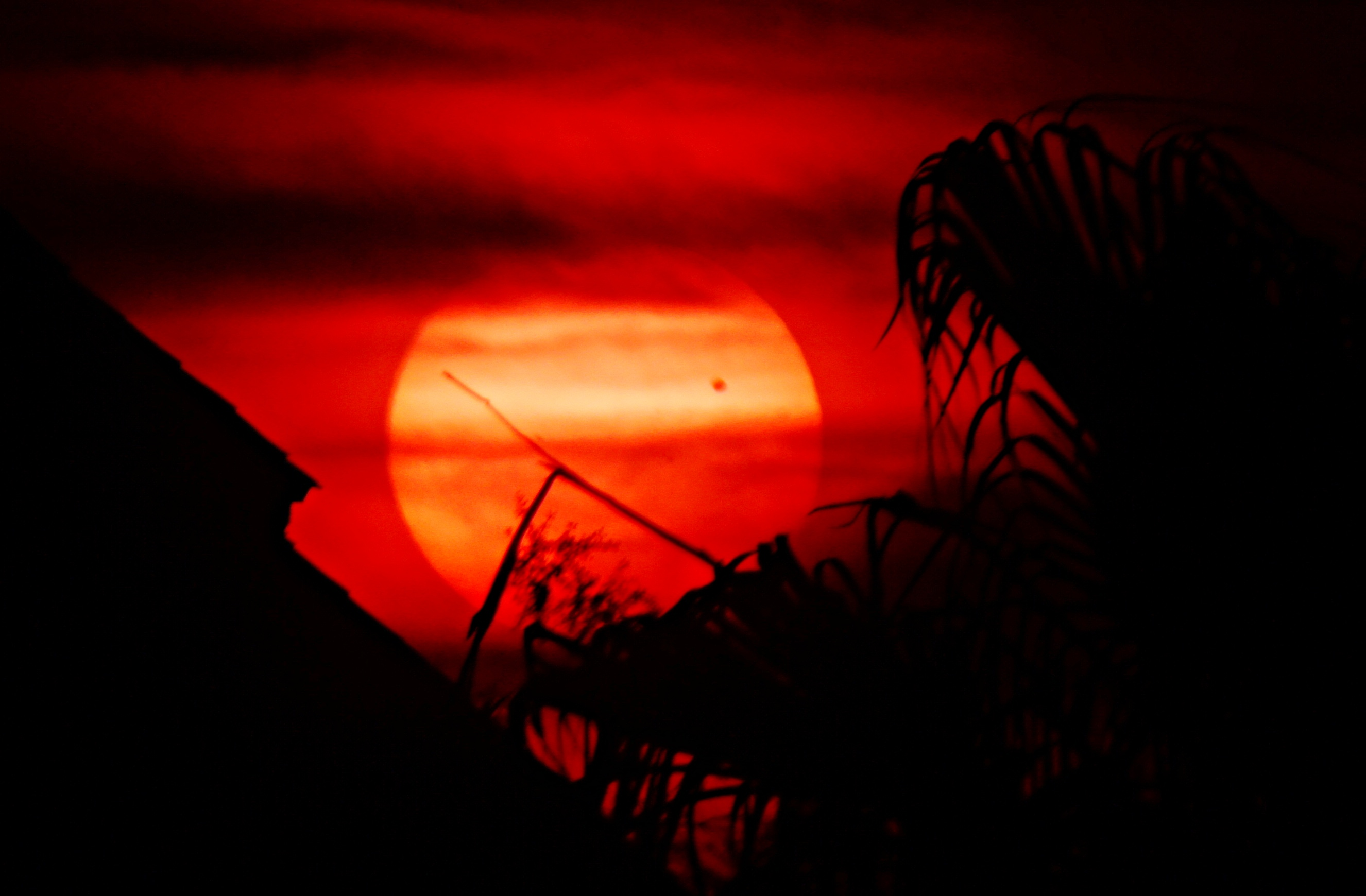
Photographie du transit prise au coucher de soleil, à Tiki Island, au Texas.

Le dernier transit de Vénus du siècle devant le disque solaire a eu lieu les 5 et 6 juin 2012. Il s'agit du second transit dans le cycle court de huit années, après celui du 8 juin 2004. Ce dernier avait été largement visible en Europe et avait donné lieu à de nombreuses manifestations publiques et animations dans les écoles. En 2012, l'Asie du Sud-Est et la zone Pacifique ont été cette fois-ci plus favorisées et ont pu pleinement jouir du spectacle.
Il fait suite aux deux passages séparés de huit ans du 9 décembre 1874 et 6 décembre 1882 et sera suivi par ceux du 11 décembre 2117 et du 8 décembre 2125. Les passages équivalents à notre couple de 2004-2012 auront lieu respectivement les 11 juin 2247 et 9 juin 2255, soit après un intervalle de 243 ans.

## Horaire du transit
Pour un observateur qui serait au centre de la Terre (phénomène géocentrique) les instants des contacts et du milieu du passage sont donnés dans la table ci-dessous. Les instants sont en Temps universel (TU ou UT), avec une différence prévue de 66,6 s entre le Temps dynamique uniforme et le Temps universel[Quoi ?][réf. nécessaire]. Au moment de la plus courte distance entre Vénus et le Soleil, la séparation vaut 554".4 et le rayon solaire 945".7
| Phase       | Heure (TU) | Angle de position (degrés) |
| ----------- | ---------- | -------------------------- |
| 1er contact | 22:09:42   | 40,7                       |
| 2e contact  | 22:27:30   | 38,2                       |
| Maximum     | 01:29:37   | 345,4                      |
| 3e contact  | 04:31:44   | 292.7                      |
| 4e contact  | 04:49:32   | 290,2                      |

## Zone de visibilité

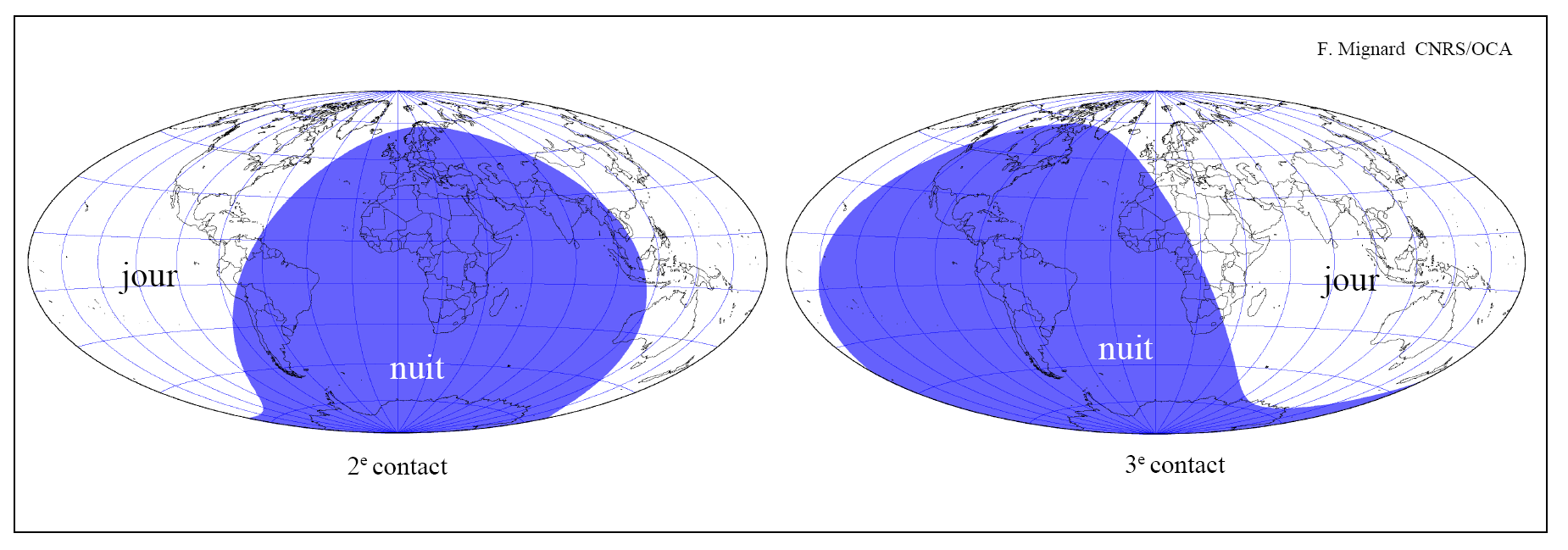
Lieux où le Soleil est levé (resp. couché) lors de l'entrée (resp. la sortie) de Vénus du disque solaire lors du passage de juin 2012.

Le passage d'une planète devant le Soleil est visible d'un lieu donné à la surface de la Terre, tout simplement si le Soleil est levé au moment du phénomène. Comme le passage total entre l'entrée de Vénus sur le disque et sa sortie s'étend sur près de 6 heures, il existe des lieux où le passage est totalement visible, d'autres où seul l'entrée ou la sortie le sont et enfin des endroits où la nuit règne durant la totalité du phénomène. En combinant les deux cartes donnant la visibilité des contacts, on obtient la carte générale de visibilité totale ou partielle du passage.

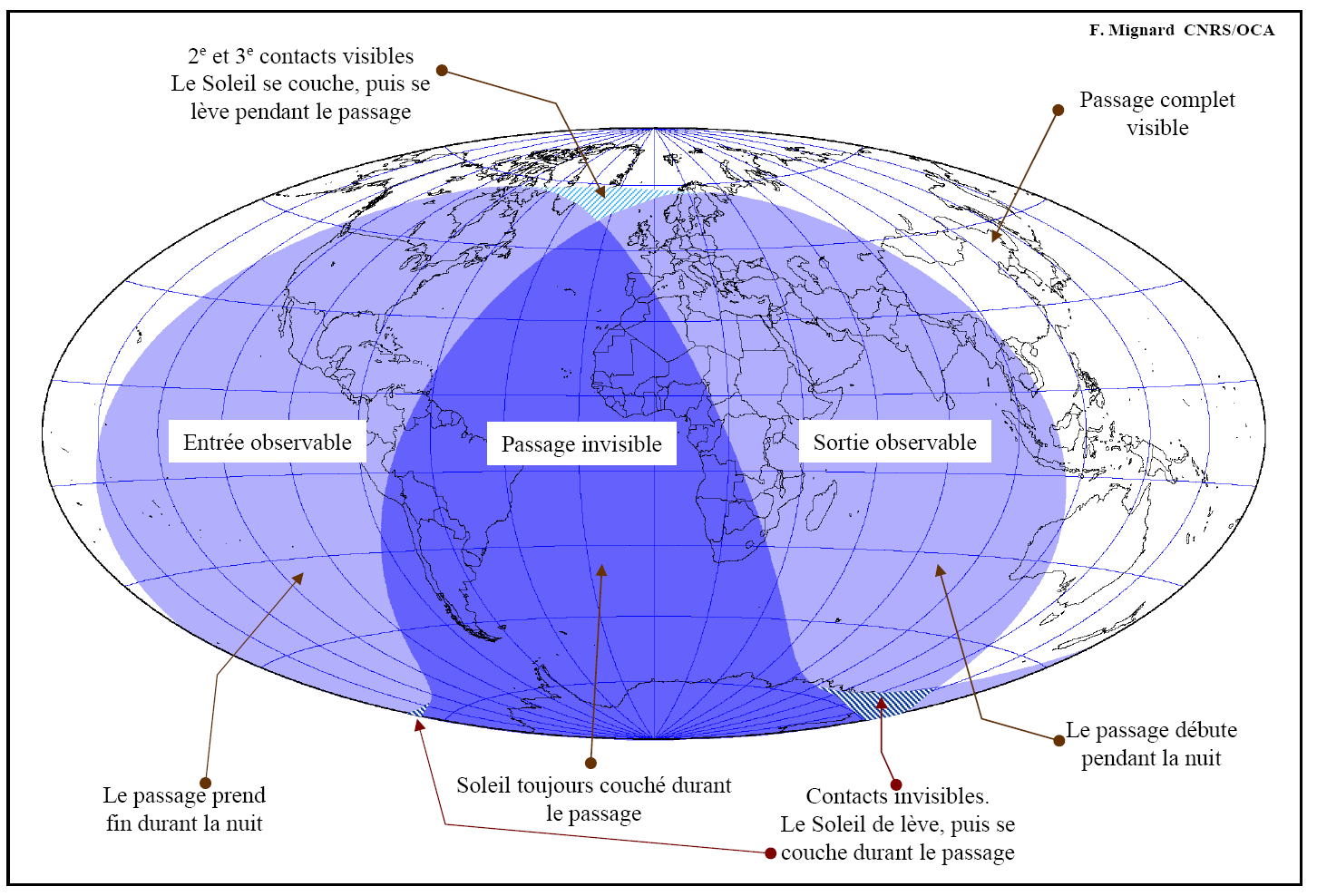
Carte donnant les zones de visibilité du passage.

Le transit sera entièrement visible depuis l'océan Pacifique. L'Amérique du Nord n'offrira qu'une possibilité de voir le début du transit, tandis que l'Asie du Sud, le Moyen-Orient, et la majorité de l'Europe n'assisteront qu'à sa fin, juste après le lever du Soleil. Ce transit ne sera pas visible de la majeure partie de l'Amérique du Sud ou de l'Afrique de l'Ouest.
Il ne faut jamais tenter d'observer la surface du Soleil à l’œil nu et encore moins de façon directe au moyen d'une paire de jumelles ou d'une lunette astronomique. Les dommages sur la rétine sont instantanés et irréversibles. Il faut employer des lunettes d'éclipse de qualité ou de préférence projeter le phénomène sur un écran avec un instrument d'optique.

## Trajectoire

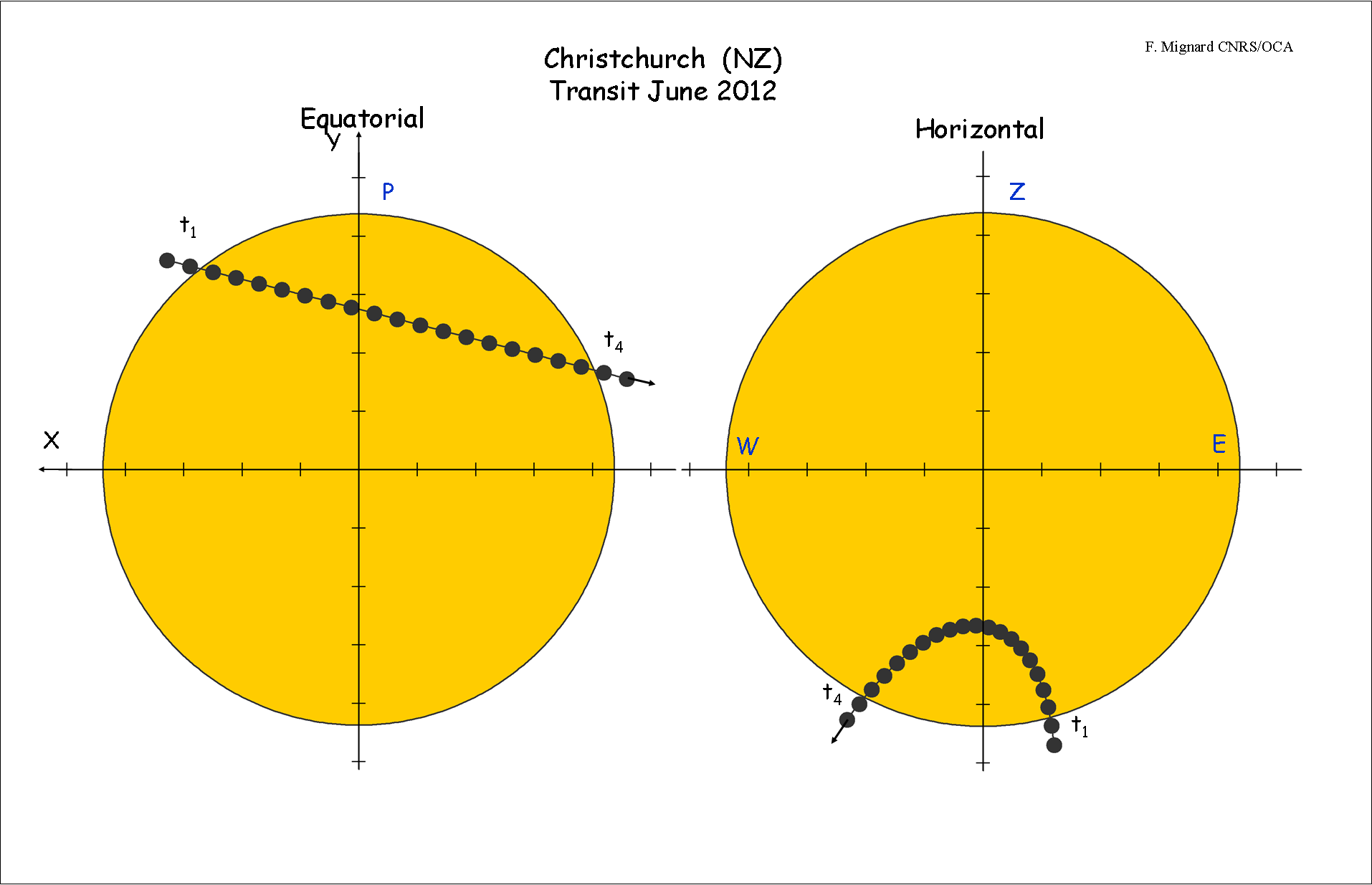
Trajectoire de Vénus sur le Soleil pour un observateur en Nouvelle-Zélande, en coordonnées équatoriales (gauche) ou horizontales (droite).

La trajectoire apparente de Vénus sur le Soleil vue par un observateur dépend de sa localisation sur la Terre et du repère auquel il se réfère pour mesurer la position. Le diagramme traces de Vénus au début de l'article montre la trajectoire de Vénus dans un système d'axes dont les directions sont fixes par rapport aux étoiles. Dans ce système, dit système équatorial, l'axe des ordonnées est dirigé vers le pôle nord céleste, alors que l'axe des abscisses est parallèle à l'équateur. Ce système d'axe n'est pas directement accessible lors d'une observation durant la journée, à moins d'avoir une monture astronomique spécialisée. Un observateur occasionnel rapporte naturellement ce qu'il voit dans le ciel à un système de coordonnées (système horizontal) où l'axe des ordonnées est la direction de la verticale locale. L'axe des abscisse est alors parallèle au plan horizontal.
Sur la figure ci-contre on a représenté le passage de juin 2012, pour un observateur situé à Christchurch en Nouvelle-Zélande, dans le système équatorial sur la figure de gauche, et dans le système horizontal à droite. Le premier système est fixe en orientation sur le plan du ciel, même si le centre se déplace avec le Soleil. Le second système est lui en rotation par rapport au système équatorial, et la trajectoire apparente (ce que l'on verrait avec un théodolite par exemple) est plus compliquée et difficile à prévoir sans des calculs détaillés. Nous sommes ici dans l'hémisphère sud et lors du passage, il faut regarder vers le nord. La direction de la verticale est très éloignée de celle de l'étoile polaire. Le pôle nord céleste est même sous les pieds de l'observateur: c'est pour cela que la trajectoire de Vénus apparaît en bas du Soleil. Vénus se déplace grossièrement d'est en ouest sur le Soleil, soit dans l'hémisphère sud à  peu près de la droite vers la gauche.

## Passage

### France métropolitaine
En 2004, la totalité du passage avait été visible, ce qui n'était pas arrivé depuis le passage de 1283 et ne se reproduira qu'en 2247. En juin 2012, seule la sortie a été observée depuis la métropole, juste après le lever du Soleil. Il fallait donc avoir un point d'observation avec un horizon dégagé vers l’ENE, direction du lever du Soleil au mois de juin.
Le tableau est calculé pour le Centre de la France, plus précisément l'aire de repos Centre de la France de l'autoroute A71, de coordonnées N46.752, E02.217. En heure locale le passage, généralement invisible car il fera nuit, se déroule entièrement le 6 juin (il s'en faut de trois minutes !). Les instants des contacts dans les différents lieux de la métropole, s'écartent des valeurs du tableau d'au plus une vingtaine de secondes. En revanche, la hauteur du Soleil, rend l'observation plus aisée dans la partie est qu'en Bretagne ou Aquitaine. Dans ces régions le troisième contact (début de la sortie de Vénus) a lieu quelques minutes après le lever du Soleil. La situation sera plus favorable à Strasbourg ou à Nice.
Dans le tableau et les suivants, une hauteur du Soleil négative, signifie qu'il se trouve sous l'horizon. Les azimuts sont repérés avec la convention suivante : origine au sud et + 90 degrés à l'est.
Lever du centre Soleil du 6 juin 2012 à 5 heures 54 (heure locale).
| Contact | Heure TU | Heure locale | Hauteur du Soleil (degrés) | Azimut (degrés) |
| ------- | -------- | ------------ | -------------------------- | --------------- |
| 1er     | 22:03:54 | 00:03:54     | −16,6                      | 205,4           |
| 2e      | 22:21:35 | 00:21:35     | −17,8                      | 201,3           |
| 3e      | 04:37:43 | 06:37:43     | 4,9                        | 118,3           |
| 4e      | 04:55:15 | 06:55:15     | 7,6                        | 115,2           |

### Antilles
En 2004, seule la sortie avait été bien visible dans l'après-midi. En 2012, on a trouvé une situation complémentaire à celle de la métropole avec en Guadeloupe et à la Martinique, l'entrée de Vénus sur le disque solaire observable juste avant le coucher du Soleil, très bas sur l'horizon ouest.
Le tableau est calculé pour Pointe-à-Pitre, où le Soleil est légèrement plus haut sur l'horizon qu'à la Martinique lors du premier et second contact. Le Soleil disparaît quelques minutes après l'entrée de Vénus sur le disque solaire. En heure locale, le passage se déroule à cheval sur le 5 et 6 juin. Le coucher du centre du Soleil le 5 juin 2012 a débuté à 18h 39.
| Contact | Heure TU | Heure locale | Hauteur du Soleil (degrés) | Azimut (degrés) |
| ------- | -------- | ------------ | -------------------------- | --------------- |
| 1er     | 22:04:17 | 18:04:17     | 6,3                        | 248,2           |
| 2e      | 22:21:56 | 18:21:56     | 2,4                        | 247,1           |
| 3e      | 04:34:07 | 00:34:07     | −50,4                      | 169,3           |
| 4e      | 04:52:09 | 00:52:09     | −49,4                      | 163,1           |

### Réunion
En 2004, comme en métropole, la totalité du passage avait été observée à la Réunion, dans de bonnes conditions. En 2012, on trouve une situation assez semblable à celle de la métropole avec la visibilité de la fin du phénomène le matin. Mais le Soleil était plus haut dans le ciel et l'observation sera aisée.
Le tableau est calculé pour Saint-Denis et est valable pour l'ensemble de l'île. En démarrant l'observation au lever du Soleil on pourra voir Vénus sur le disque solaire pendant près de 2 h. En heure locale, le passage s'est déroulé entièrement le 6 juin. Le lever du centre du Soleil a débuté le 6 juin 2012 à 6 h 47.
| Contact | Heure TU | Heure locale | Hauteur du Soleil (degrés) | Azimut (degrés) |
| ------- | -------- | ------------ | -------------------------- | --------------- |
| 1er     | 22:11:39 | 02:11:39     | −63,3                      | 99,2            |
| 2e      | 22:29:46 | 02:29:46     | −59,2                      | 99,5            |
| 3e      | 04:35: 9 | 08:35:09     | 20,6                       | 125,7           |
| 4e      | 04:52:45 | 08:52:45     | 23,9                       | 128,3           |

### Polynésie

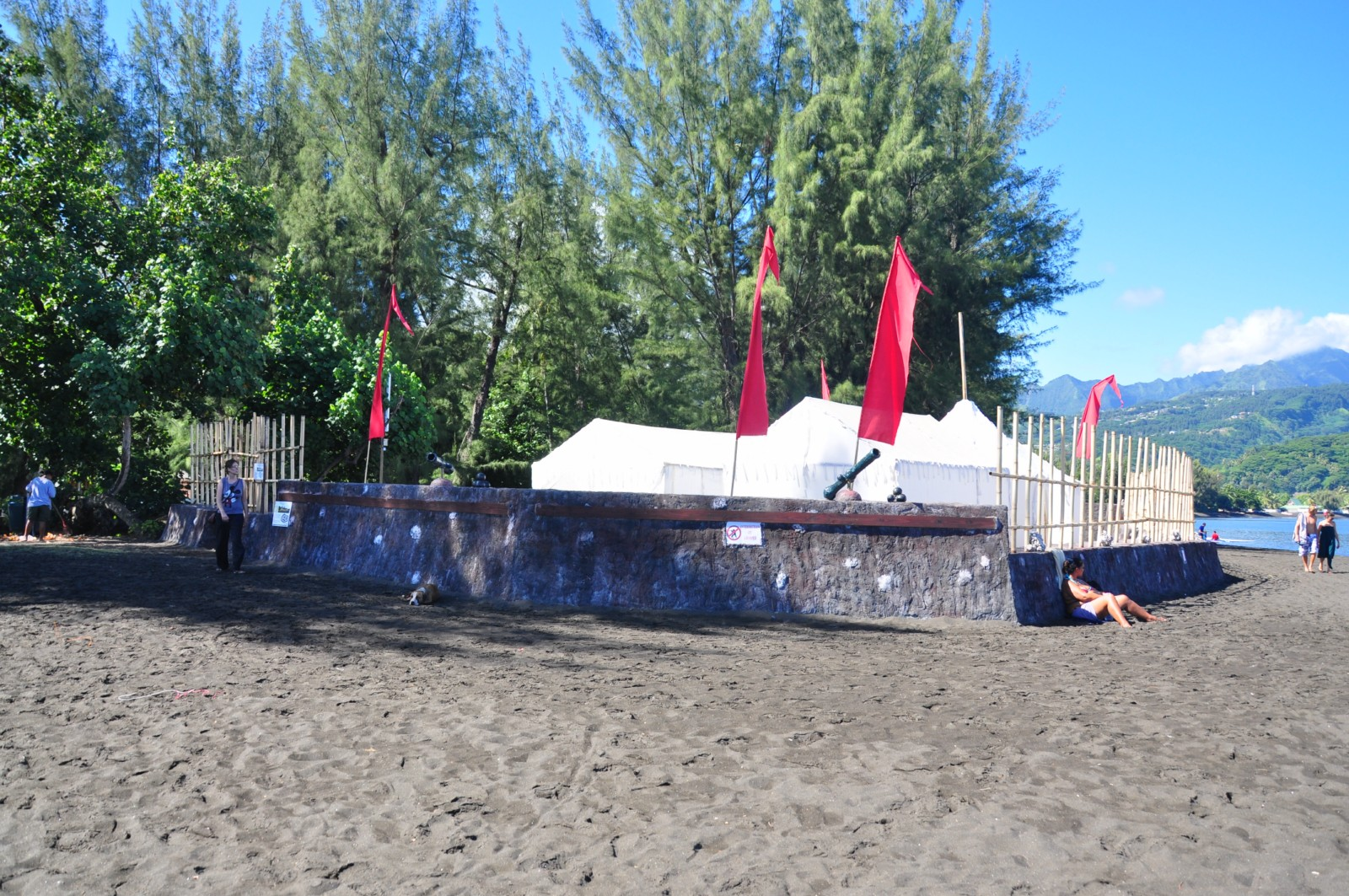
Réplique temporaire à échelle réduite du fort érigé par Cook en 1769.

Le transit de Vénus du 5 juin 2012 a pu être largement observé en Polynésie française. Il fut visible pour la dernière fois à Tahiti et à Moorea par James Cook lors de son premier voyage dans le Pacifique Sud, en 1769. À Tahiti, cela s'est déroulé dans l'après-midi, dans des conditions idéales pour voir l'entrée de Vénus sur le disque solaire. Malheureusement, le Soleil s'est couché peu avant la sortie et il a été impossible d'observer les deux derniers contacts. En Nouvelle-Calédonie, le phénomène complet fut visible du premier au quatrième contact, avec le Soleil ni trop haut, ni trop bas, permettant d'observer confortablement (en se protégeant bien les yeux, bien entendu).
De nombreux événements ont été organisés à Tahiti pour célébrer le Transit de Vénus et ont été diffusés sur la page web venus-tahiti2012. Un comité de pilotage bénévole s’est occupé de les mettre en place pour donner à cet événement un retentissement historique, inter-culturel et de pédagogie scientifique ouvert vers l'astronomie moderne. Cet événement a été l'occasion d'établir des échanges entre les Polynésiens et la communauté internationale qui est venue observer le transit de Vénus à Tahiti.
Le tableau est calculé pour Papeete, mais à quelques secondes près est valable pour Tahiti et Moorea. En temps local, le passage s'est déroulé entièrement le 5 juin. En temps universel, il a débuté le 5 juin et s'est terminé le 6 juin. Coucher du centre Soleil de 5 juin 2012 à 17 h 33.
| Contact | Heure TU | Heure locale | Hauteur du Soleil (degrés) | Azimut (degrés) |
| ------- | -------- | ------------ | -------------------------- | --------------- |
| 1er     | 22:12:42 | 12:12:42     | 49,6                       | 185,7           |
| 2e      | 22:30:25 | 12:30:25     | 49,0                       | 191,9           |
| 3e      | 01:26:43 | 15:26:43     | −13,0 *ERREUR ?*           | 250,0           |
| 4e      | 03:30:21 | 17:30:21     | −17,1 *ERREUR ?*           | 251,0           |

Le tableau est calculé pour Nouméa, mais reste valable pour l'ensemble de l'archipel. En temps local, le passage s'est déroulé entièrement le 6 juin et a été totalement visible, du début à la fin du phénomène. En temps universel, il a débuté le 5 juin et s'est terminé le 6 juin.
| Contact | Heure TU | Heure locale | Hauteur du Soleil (degrés) | Azimut (degrés) |
| ------- | -------- | ------------ | -------------------------- | --------------- |
| 1er     | 22:15:23 | 09:15:23     | 31,0                       | 137,0           |
| 2e      | 22:33:13 | 09:33:13     | 33,7                       | 140,6           |
| 3e      | 04:25:30 | 15:25:30     | 21,5                       | 232,5           |
| 4e      | 04:43:23 | 15:43:23     | 18,1                       | 235,1           |

## Calcul pour un lieu quelconque

### Instant des contacts
Il n'est pas trop difficile de calculer les instants des contacts de Vénus avec le bord solaire, pour un lieu quelconque sur la Terre, tant que l'on accepte une erreur possible pouvant atteindre une dizaine de secondes. Il suffit de connaitre les coordonnées de l'observateur (longitude et latitude du lieu) et quelques coefficient numériques, représentant les trois composantes du vecteur parallèle à la direction projetée sur le disque solaire joignant le centre du Soleil à Vénus. Le module de ce vecteur, noté {\displaystyle \mathbf {\Gamma } } et exprimé en secondes, représente l'écart maximum entre l'instant d'un contact géocentrique et d'un point sur la Terre. Il y a un vecteur  {\displaystyle \mathbf {\Gamma } } par contact.
Soit  {\displaystyle \phi } la latitude du lieu et  {\displaystyle \lambda }  sa longitude comptée positivement vers l'est à partir du méridien de Greenwich. Le vecteur unitaire {\displaystyle \mathbf {u} }  allant du centre de la Terre (supposée sphérique) à l'observateur a pour composantes,
{\displaystyle \mathbf {u} ={\begin{bmatrix}x\\y\\z\end{bmatrix}}={\begin{bmatrix}\cos \phi \cos \lambda \\\cos \phi \sin \lambda \\\sin \phi \end{bmatrix}}}
|                             | {\displaystyle \mathbf {\Gamma } _{1}} | {\displaystyle \mathbf {\Gamma } _{2}} | {\displaystyle \mathbf {\Gamma } _{3}} | {\displaystyle \mathbf {\Gamma } _{4}} |
| {\displaystyle \gamma _{x}} | −222,63                                | −213,82                                | 374,08                                 | 371,57                                 |
| {\displaystyle \gamma _{y}} | 176,26                                 | 184,63                                 | 81,87                                  | 58,94                                  |
| {\displaystyle \gamma _{z}} | −276,77                                | −296,34                                | 145,01                                 | 125,42                                 |

L'instant du contact  {\displaystyle i}, avec  {\displaystyle i}  prenant les valeurs  {\displaystyle 1,2,3}  ou 4, est l'instant du contact géocentrique de la table 1., augmenté de la quantité  {\displaystyle \mathbf {\Gamma } _{i}\cdot \mathbf {u} } =  {\displaystyle x\gamma _{x}+y\gamma _{y}+z\gamma _{z}}.

### Exemple
Considérons le cas de Nouméa pour le second contact. On a  {\displaystyle \phi =-22,27\deg }  et  {\displaystyle \lambda =166,47\deg }. Cela donne,
{\displaystyle \mathbf {u} ={\begin{bmatrix}-0,8997\\0,2167\\-0,3790\end{bmatrix}}}
et en utilisant {\displaystyle \mathbf {\Gamma } _{2}}  dans la table 7, on trouve {\displaystyle \mathbf {\Gamma } _{2}\cdot \mathbf {u} =344,67\sim 345~s}. L'instant géocentrique du second contact étant (table 1) 22 h 27 min 30 s, ce même contact a lieu à Nouméa 345 secondes plus tard, soit à 22 h 33 min 15 s en TU. L'erreur par rapport au calcul complet est inférieure à 2 secondes. Il s'agit d'un cas chanceux car les écarts peuvent être plus importants avec cette méthode très simplifiée.
Pour l'ensemble de la Terre les différences entre les instants des contacts à la surface de la Terre par rapport aux instants pour le centre de la Terre, peuvent être estimées directement sur les figures.

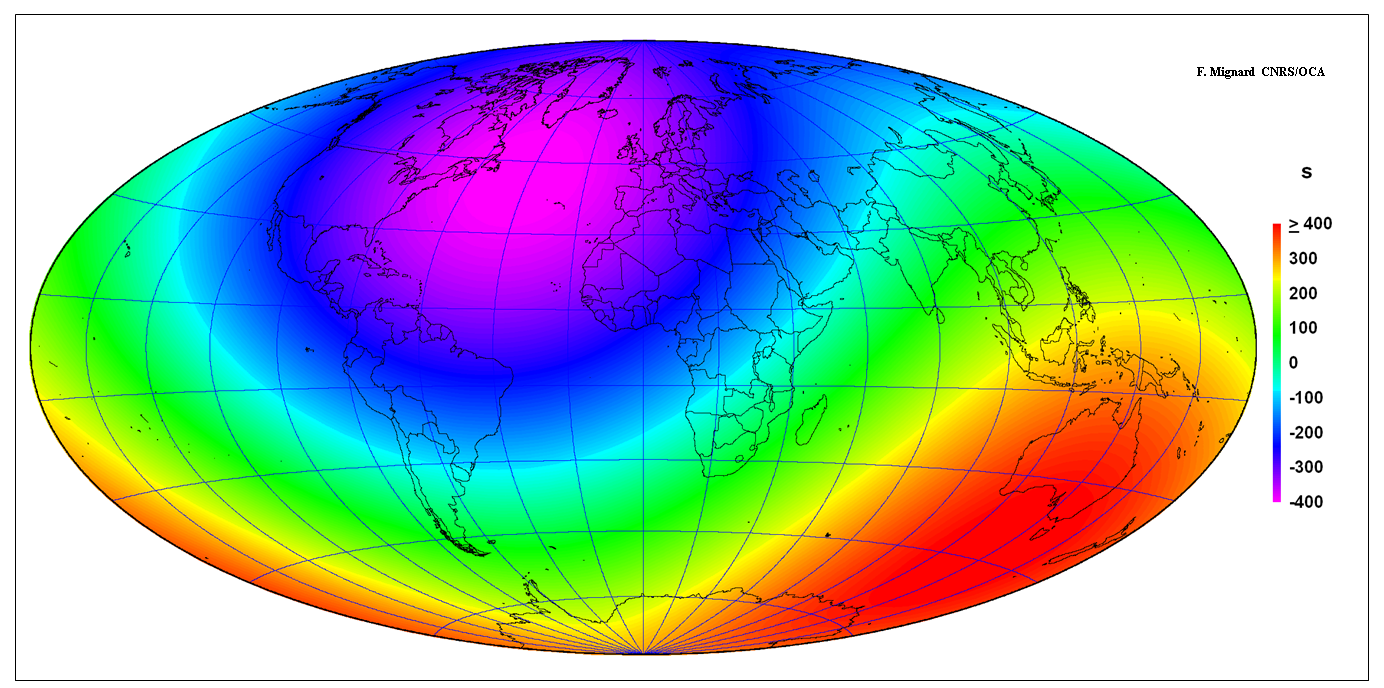
Écart en secondes entre la date du deuxième contact à la surface et au centre de la Terre.

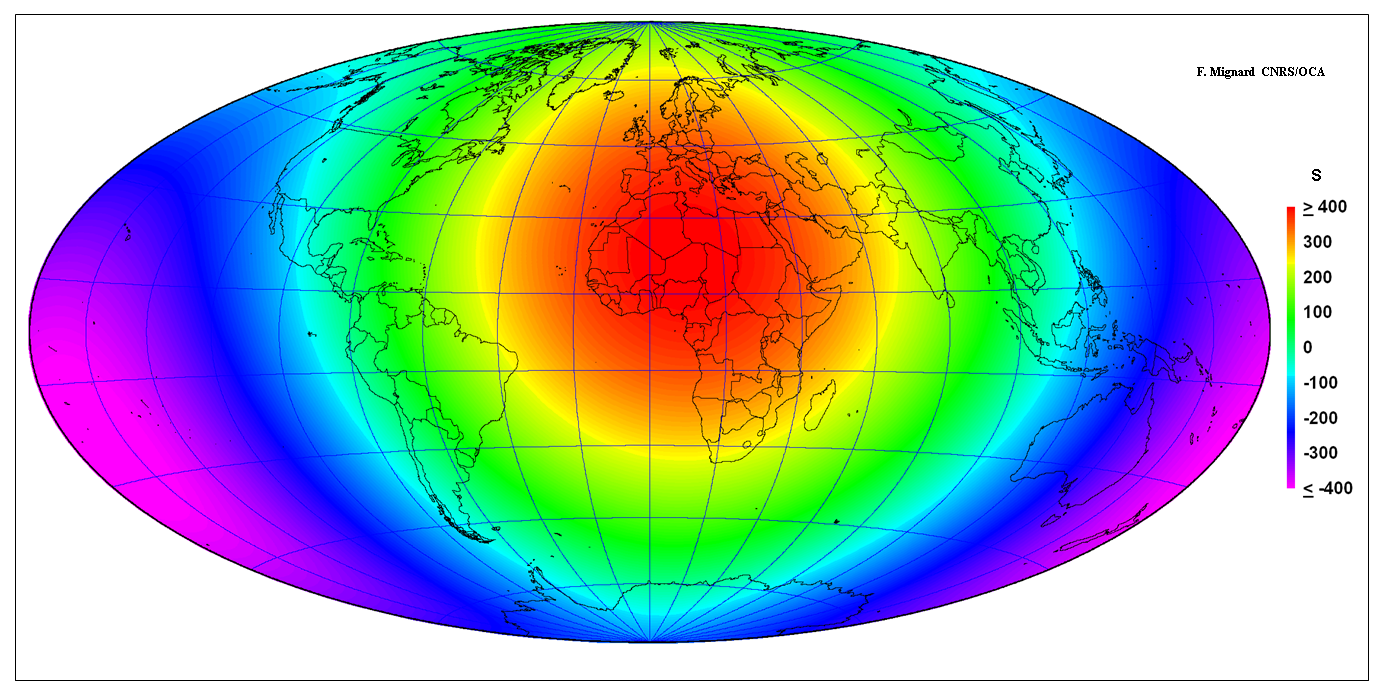
Écart en secondes entre la date du troisième contact à la surface et au centre de la Terre.

### Hauteur du Soleil au moment des contacts
Le calcul des instants des contacts est valable pour tous les points de la Terre, comme si elle était transparente et que l'on puisse voir le phénomène même avec le Soleil sous l'horizon. Savoir si le contact est visible se calcule tout aussi facilement en déterminant la hauteur du Soleil à l'instant des contacts avec la formule,
{\displaystyle \sin h=\mathbf {s} \cdot \mathbf {u} }
donnant la hauteur du Soleil {\displaystyle h} en fonction du vecteur unitaire {\displaystyle \mathbf {s} } de la direction du Soleil et de celle du lieu d'observation  {\displaystyle \mathbf {u} }.
|                       | {\displaystyle \mathbf {s} _{1}} | {\displaystyle \mathbf {s} _{2}} | {\displaystyle \mathbf {s} _{3}} | {\displaystyle \mathbf {s} _{4}} |
| {\displaystyle s_{x}} | −0,8205                          | −0,8508                          | −0,3417                          | −0,2742                          |
| {\displaystyle s_{y}} | −0,4223                          | −0,3574                          | 0,8570                           | 0,8809                           |
| {\displaystyle s_{z}} | 0,3853                           | 0,3853                           | 0,3857                           | 0,3857                           |

### Exemple
Toujours pour le cas de Nouméa au second contact, on trouve on trouve {\displaystyle \mathbf {s} _{2}\cdot \mathbf {u} =}  0.542 et donc {\displaystyle h\sim } 33 degrés. Le Soleil est largement au-dessus de l'horizon. La petite différence (moins de 1 deg) avec les données de la table 6, provient de l'instant du calcul de la direction du Soleil : calcul exact dans la table, au moment du contact vu de Nouméa, alors que le calcul approché utilise la direction du Soleil lors des contacts géocentriques, ce qui permet d'utiliser une table unique pour le vecteur {\displaystyle \mathbf {s} }. Lorsque l'on trouve {\displaystyle \sin h} négatif, cela signifie que le Soleil est sous l'horizon (pas encore levé ou déjà couché).